# Jolene Andersen
Jolene Andersen (* 30. Juni) ist eine US-amerikanische Schauspielerin, Synchronsprecherin und Model.

## Leben
Andersen wurde am 30. Juni in den USA geboren. Sie ist seit 2003 als Schauspielerin tätig. Bis 2010 verkörperte sie überwiegend Nebenrollen, ehe sie 2011 in vier Episoden der Fernsehserie The Nine Lives of Chloe King die Rolle der Simone verkörperte. Seit 2012 tritt sie als Synchronsprecherin vor allem in Computerspielen in Erscheinung. Sie wirkte als Episodendarstellerin in Fernsehserien wie In Plain Sight – In der Schusslinie, The New Normal oder auch Ray Donovan mit. 2015 wirkte sie im Musikvideo des Liedes Broken Arrows von Avicii mit. 2021 spielte sie im deutschen Psychothriller Schwarze Insel mit. Im selben Jahr synchronisierte sie die von Tuğçe Karabacak gespielten Rolle der Özlem in der Fernsehserie 50 m² für die englischsprachige Fassung. 2022 synchronisierte sie die von Melika Foroutan verkörperte Rolle der Ella im deutschen Horrorfilm Old People. Im selben Jahr spielte sie im Science-Fiction-Film 2025 Armageddon – Willkommen im Multiversum die Rolle der Lucy Taggart.

## Filmografie (Auswahl)
- 2003: Ocean Buzz
- 2003: Hunter: Back in Force (Fernsehfilm)
- 2005: Constellation
- 2006: Fashion House (Fernsehserie, Episode 1x47)
- 2006: Let Some Air In (Kurzfilm)
- 2007: The Home of Split Pea Soup (Kurzfilm)
- 2008: The Abattoir (Kurzfilm)
- 2009: Cold Case – Kein Opfer ist je vergessen (Cold Case, Fernsehserie, Episode 7x01)
- 2009: Macho
- 2010: Not Porn (Fernsehfilm)
- 2010: Criminal Minds (Fernsehserie, Episode 5x20)
- 2010: The Good Life (Kurzfilm)
- 2010: Crown Prince of Heaven (Kurzfilm)
- 2010: What Would Mary Do? (Kurzfilm)
- 2011: Bounty Killer (Kurzfilm)
- 2011: Hellraiser: Revelations – Die Offenbarung (Hellraiser: Revelations)
- 2011: The Nine Lives of Chloe King (Fernsehserie, 4 Episoden)
- 2011: Amanda Laru
- 2012: What Else Were You Expecting (Kurzfilm)
- 2012: In Plain Sight – In der Schusslinie (In Plain Sight, Fernsehserie, Episode 5x03)
- 2012: The New Normal (Fernsehserie, Episode 1x04)
- 2013: The Mark: Redemption
- 2013: Bounty Killer
- 2013: Syrup
- 2013: Ray Donovan (Fernsehserie, Episode 1x08)
- 2013: The Choice (Kurzfilm)
- 2013: Breastfund (Kurzfilm)
- 2013: Whoa!
- 2013: Distraction (Kurzfilm)
- 2014: Justified (Fernsehserie, Episode 5x09)
- 2014: Caper (Fernsehserie, Episode 1x09)
- 2014: Slasher Fest '85 (Kurzfilm)
- 2014: Fantasy Women Battles (Fernsehserie)
- 2015: Battle Creek (Fernsehserie, Episode 1x03)
- 2015: Area 51
- 2015: Mad Men: The Hangover! (Kurzfilm)
- 2015: Casual (Fernsehserie, Episode 1x02)
- 2016: Battlefield: Drone Wars (Drone Wars)
- 2016: My Crazy Ex (Fernsehserie)
- 2016: Kingdom (Fernsehserie, Episode 2x12)
- 2017: Well & Ties Day: Valentine's Day (Kurzfilm)
- 2017: Prodigy – Übernatürlich (Prodigy)
- 2017: Thirteen (Kurzfilm)
- 2017: Queen of the South (Fernsehserie, Episode 2x10)
- 2017: Chernobyl: Zone of Exclusion (Chernobyl: Zona otchuzhdeniya/Чернобыль: Зона отчуждения, Fernsehserie, 2 Episoden)
- 2017: 6:00pm (Kurzfilm)
- 2019: Where We Disappear
- 2019: Alien: Specimen (Kurzfilm)
- 2019: The Last Beyond
- 2019: The Affair (Fernsehserie, Episode 5x02)
- 2019: Missed Exit (Kurzfilm)
- 2019: Ride (Kurzfilm)
- 2019: Doctor Death
- 2019: Jacob's Recall (Kurzfilm)
- 2020: Marvel’s Agents of S.H.I.E.L.D. (Fernsehserie, Episode 7x07)
- 2020: Attack of the Unknown
- 2020: Captive
- 2020: The Crossing (Kurzfilm)
- 2021: Outsiders
- 2021: Schwarze Insel (Fernsehfilm)
- 2022: Navy CIS: L.A. (NCIS: Los Angeles, Fernsehserie, Episode 13x08)
- 2022: 2025 Armageddon – Willkommen im Multiversum (2025 Armageddon)
- 2023: Under the Influencer
- 2023: Transmorphers 2: Kriegsbestien-Mech (Transmorphers: Mech Beasts)

## Synchronisationen (Auswahl)
- 2012: Resident Evil: Damnation (Baiohazado: Damuneshon/バイオハザード　ダムネーション, Animationsfilm)
- 2015: Rise of the Tomb Raider (Computerspiel)
- 2016: Titanfall 2 (Computerspiel)
- 2018: Life Is Strange 2 (Computerspiel)
- 2018: Plagi Breslau – Die Seuchen Breslaus (Plagi Breslau)
- 2019: Resident Evil 2 (Computerspiel)
- 2020: Marvel’s Avengers (Computerspiel)
- 2020: Transformers: War for Cybertron Trilogy (Transformers: War for Cybertron, Animationsserie, 2 Episoden)
- 2021: 50 m² (50m2, Fernsehserie, 7 Episoden)
- 2021: Das Gift (Distancia de rescate)
- 2021: Insanity (Insânia, Fernsehserie, 8 Episoden)
- 2022: Old People
- 2022: Der Patient (Le patient, Fernsehfilm)
- 2023: Sahmaran (Fernsehserie, 8 Episoden)